# دهکلان
دهکلان، روستایی است از توابع شهرستان سوادکوه شمالی در استان مازندران ایران.

## جمعیت
این روستا در دهستان لفور قرار دارد و براساس سرشماری مرکز آمار ایران در سال ۱۳۸۵، جمعیت آن ۲۱۰ نفر (۷۴خانوار) بوده‌است.